# ディスクドライブ仮想化ソフト
ディスクドライブ仮想化ソフトウェア（ディスクドライブかそうかソフトウェア）とは、記録媒体の内容をイメージファイルと呼ばれるファイルに保存しておき、それを開くとソフトウェア的に記録媒体がマウントされている状態をエミュレートして、あたかもその記録媒体をドライブに挿入してアクセスしているかのように制御するソフトウェアのことである。特に、フロッピーディスクの場合はRAMディスクを兼ねているものも存在する。

## 概要
光学メディアからデータを別の媒体にコピーする際、エクスプローラなどからファイル単位で行った場合には、光学メディアのどのセクタにどのデータがあるのか・盤面の物理的情報・ボリュームラベルなどの情報が欠落してしまう。一方で、ライティングソフトウェアに搭載されているイメージファイル保存機能を用いれば、光学メディアの情報構造や物理的情報など、特有の情報を保持した状態で保存できる。
しかしこのイメージファイルは通常、抽出したライティングソフトウェアによる書き込みにしか利用できない。このイメージファイルを光ディスク仮想化ソフトウェアは展開し、ソフトウェア的に通常の光学ドライブと変わらないアクセスを提供する。それにより、次のような事が可能である。
- 光学ドライブを搭載していないノートPC上で光学ドライブが必要な動作（特定のアプリケーションソフトウェアの起動）などを行う。
- 「キーディスク」など、起動にCD/DVD/FDDが必要なアプリケーションソフトウェアを、面倒なディスクの出し入れ無しに起動できる。
- ハードディスクを仮想化すると、システムに変更が行われたりした際に簡単に修復が可能になる。
- 物理的にメディアのバックアップを行うとかさばるのに対し、イメージファイルとしてバックアップすると整理が簡単でスペースの節約にもなる。
- 複数台のPCを所持している際の、ディスクの同時使用。ただし場合により、ライセンスの制約事項と私的複製権の兼ね合いで賛否がある。
- 各種のコピーガード技術を突破したアクセス。これも同様に、場合によりライセンスの制約事項と私的複製権の兼ね合いで賛否がある。

このように物理メディアをソフトウェア化することで柔軟な管理、整頓を行うことができる利点がある一方で、ファイル共有ソフトウェアなどで不正に入手したイメージファイルを運用するためのソフトウェアとして著作権侵害の温床となっているという批判もある。
なお、日本では、2012年6月20日に、DVDなどに用いられる「CSS」などの暗号型技術を、著作権法上の対象となる「技術的保護手段」に追加するDVDのリッピングの違法化を盛り込んだ著作権改正法案が可決されている。これに伴い、CSS等の保護技術を回避してのDVDのリッピングは私的複製の対象外となり違法行為となる。CSSを回避するプログラム・装置を提供することについても規制され、刑罰の対象となる。よって、CSS等の保護技術が使われているDVDを仮想化のために複製するツールや複製する行為は、すべて違法となる。ちなみに、CSS等の保護技術が使われていないDVDのリッピングについては、改正後も従来と変わりはない。
なお、複数のアプリケーションソフトウェアを導入し同時に実行した場合、ソフトウェアの競合によって正常な動作が妨げられる場合がある。また、一部のゲーム等には、ディスクドライブ仮想化ソフトウェアがインストールされているコンピュータでは起動できないように制限されているものがある。

## 主なアプリケーションソフトウェア名

### 光学ドライブを対象とするもの
Alcohol 120%本来はライティングソフトウェアである。付随する機能として最大31台までの仮想DVD/CDドライブを作成できる。
Alcohol 52%上記のものからDVD/CD書き込み機能を削除した製品、さらにそれをアドウェア付きのフリーウェアとしたもの。
CD革命/Virtualこの分野では先駆けといってもよく、古くからある。ただし、作成されるFCD形式のイメージファイルがDaemon Toolsで利用できないため、国内普及率はかつてほど高くはない。
Daemon Tools仮想CD/DVD/BDドライブ作成ソフトウェア。数多くの形式に対応している。非商用用途ではフリーウェアである。アドウェア同梱。
Virtual CloneDriveBlu-ray DiscのISOイメージにも対応した、フリーの仮想ドライブ作成ソフトウェア。
DVDFab Virtual DriveBlu-ray DiscのISOイメージにも対応した、フリーの仮想ドライブ作成ソフトウェア。
WinISOBlu-ray、DVD、CDのISOイメージファイルをマウントすることができるソフトウェア。
ImgDriveフリーソフト。
IsoBuster高機能をうたうシェアウェア。
WinCDEmuフリーソフトだが欠陥あり。
gCDEmuLinuxで使用できる。

### 磁気ドライブを対象とするもの
HD革命/Virtual仮想ハードディスクの作成、およびイメージファイルの作成
Virtual Floppy Drive仮想フロッピーディスクドライブの作成、およびイメージファイルの作成
TVD - Secure Virtual Disk暗号化による仮想ディスクドライブの作成、およびイメージファイルの作成

## イメージファイル
ディスクイメージ、イメージファイルとは、ファイルシステムの完全な内容と構造を1つのファイルに格納したデータのこと。
通常のバックアップではブート情報やOSによりロックされた部分・機械工学的/物理的な情報はバックアップすることができないが、ディスクイメージをバックアップするとそれら全てを含んだ完全なバックアップを作成できる。
また、この点を利用して、フロッピーディスクを常時マウントする必要のある各種OSのエミュレータを使用するにあたって、フロッピーディスクを使わずに済むようにディスクイメージを作成しておくことで、快適にエミュレータを使用できるようにしている。

### Unix系OSの場合
ddなどの標準的なコマンドを使ってメディアからディスクイメージを作成したり、逆にバックアップしたディスクイメージからハードディスクを復元したりすることができる。
2.4系列以降のLinuxカーネルにはISOイメージをマウントする機能が備わっているため、ディスクドライブ仮想化ソフトウェアを用いなくてもファイルアクセスが可能である。

### Mac OSの場合
OSに標準装備されているDisk Copy（Mac OS 9, Mac OS X v10.0 - v10.2）やディスクユーティリティ（Mac OS X v10.3以降）を利用して記憶媒体のディスクイメージ（拡張子 : .img, .dmg）を作成したりマウントすることが出来る。マウントはダブルクリックで行える。
ほかの用途としては、bzip2などでの圧縮や暗号化機能を備えるため、ソフトウェアの配布でいわゆるアーカイバのように使用したり、CD、DVDを作成する前に書き込みたいデータをディスクイメージに格納しておき、ディスクユーティリティでディスクイメージからディスクを作成するという使い方をされる。
ディスクイメージは多数のファイルシステムの構造に対応しており、HFS+以外のファイルシステムのディスクを作成することも可能であるほか、HFS+のままディスクに書き込むことも可能である。
かつてはDisk Copyの機能に不満を持ち、独自にディスクイメージ作成ソフトウェアが開発された事があった。しかし、Disk Copyが十分実用的になるとともに消滅した。代表的なものとしてShrinkWrapが挙げられる。現在もDisk Copyの隠された機能を利用できるようにするツールや、より高速にマウントするためのツールは存在する。独自のファイルフォーマットを使用するものがなくなったということである。Disk Copyの隠された機能とは、Internet-Enabled Disk Image（インターネット対応イメージ；ダウンロードしたイメージをマウントすると中身だけ抽出し、イメージファイルは自動的にゴミ箱に捨てられる）やチェックサムの検証を行わないようにするといったものである（後にチェックサムの検証は簡単に設定できるようになった）。
また、Classic Mac OSではDisk Copyをインストールしていないユーザのために、マウントプログラムを組み込んだ自己マウントイメージ（Self mount image、拡張子.smi）もあったが、Disk Copyがシステムに統合されるとともになくなった。

### Windows系の場合
各種のライティングソフトウェアを用いて、「イメージファイルの保存」「ディスクイメージの抽出」などといったコマンドを選択することに行うことができる。

### 主要なイメージファイル形式
一般的に利用されている仮想ディスクイメージには次のような形式がある。

#### 光学ディスク
ISO形式(2048バイト/セクタ)
標準ISOイメージ。多くのCD/DVDライティングツールで作成可能で、イメージから元のCD/DVDを復元することも可能。データ圧縮したもの(.isz)も存在する。
UDF形式(2048バイト/セクタ)
UDF形式の仮想ディスクイメージ。拡張子は.udf,.udi。
BIN+CUE形式(2352バイト/セクタ)
CDRWIN(英語版)もしくはDiscImageCreator・ISOBusterのイメージファイル。ディスクイメージにTOC情報等を加えたもの。(ISOBusterとDiscImageCreatorのみ.cueはマルチセッションに対応)
CCD+SUB+IMG+cue形式(2352バイト/セクタ+サブチャンネル96バイト/セクタ)
CloneCDで作成されたCDイメージファイル。ディスクイメージにサブチャンネル情報とTOC情報を加えたもの。
CDM+IMG+SUB+PRE+Cue形式(2352バイト/セクタ+サブチャンネル96バイト/セクタ)
CD Manipulatorイメージファイル。ディスクイメージにサブチャンネル情報とプリギャップ情報、TOC情報を加えたもの。
MDS+MDF形式(2448バイト/セクタ)
Media Descriptor (Alcohol 120％ 標準)イメージファイル
CDI形式
DiscJugglerイメージファイル
DVD+000形式
CloneCDで作成されたDVDイメージファイル
NRG形式
Nero Burning ROMイメージファイル
BWT+BWI+BWS
BlindWrite(英語版)イメージファイル

#### ハードディスク
VHD形式
Virtual PCやVirtual Serverで作成、利用されている仮想ハードディスクイメージ。Windows Server 2008で使われるHyper-Vでも同じ形式が使われている。
VMDK形式
VMwareで採用されている形式。
VDI形式
VirtualBoxで採用されている形式。

#### フロッピーディスク
VFD形式
Virtual PCで作成、利用されている仮想フロッピーディスクイメージ
IMA形式
Virtual Floppy Driveの仮想フロッピーディスクイメージ
DCU形式
DCU (Disk Copy Utility) とDCPの仮想フロッピーディスクイメージ
主に国内MS-DOS資産に利用されている。
DCPはPC-9800シリーズ専用のDOSアプリケーション。
MHL形式
PC-98用DOSアプリケーション「MAHALITO」で作成できる仮想フロッピーディスクイメージ

### システムディスクのバックアップ・リカバリなどに使用されるもの
ディスクイメージのブート情報やOSによりロックされた部分・機械工学的/物理的な情報を全てを含んだ完全なバックアップを作成できる性質を利用したもの。
WIM形式
Windows Vista以降のインストールメディアや、Windows プレインストール環境などに使用される
gho形式
ノートンゴーストによって作成されるディスクイメージ
tib形式
Acronis True Imageによって作成されるディスクイメージ
sparsebundle形式
macOSのソフトウェアTime Machineによって作成されるディスクイメージ